# Gare d’Osséja
Gare d’Osséja vasútállomás Franciaországban, Osséja településen.

## Vasútvonalak
Az állomást az alábbi vasútvonalak érintik:
- Ligne de Cerdagne

## Kapcsolódó állomások
A vasútállomáshoz az alábbi állomások vannak a legközelebb:
- Gare de Bourg-Madame (Gare de Latour-de-Carol - Enveitg)
- Gare de Sainte-Léocadie (Gare de Villefranche - Vernet-les-Bains)